# セルタブ・エレネル
セルタブ・エレネル（Sertab Erener, 1964年12月4日 - ）はトルコ・イスタンブール出身のポップ歌手。トルコで最も知名度の高い歌手の一人であり、ユーロビジョン・ソング・コンテスト2003の優勝者である。

## 経歴
市の大学にて音楽を学んだのち、トルコのポップ歌手セゼン・アクスと共に働くようになった。
最初のアルバム Sakin Ol を1992年に発表し、その後4枚のトルコ語のアルバムを発表した。アルバム Lal は、ソニー・ミュージックの「Soundtrack For A Century」に収められた。
1989年と1990年の2回、ユーロビジョン・ソング・コンテストのトルコ国内選考に挑戦したものの、代表となることはできなかった。しかし2003年についに代表の地位を勝ち取り、ユーロビジョン・ソング・コンテスト2003に参加。デミル・デミルカン (Demir Demirkan) と共著の楽曲 "Everyway That I Can" を歌って優勝した。この曲はギリシャやスウェーデンをはじめとするヨーロッパ各国でチャート首位を記録した。
ユーロビジョンでの成功を機に、初となる英語でのアルバム No Boundaries を2004年に発売した。"Here I Am" とボブ・ディランのカバー "One More Cup of Coffee" は映画のサウンドトラックに提供された。後者が使われたのはディランの伝記映画『ボブ・ディランの頭のなか』のサウンドトラックである。
2005年、トルコ語のアルバム Aşk Ölmez を発売、収録曲 "Aşk Ölmez, Biz Ölürüz"（愛は死なない、死ぬのは私たち）や "Satılık Kalpler Şehri"（ハート売る街）などにてプロモーションされた。エレネルはまたファティ・アキンの映画『クロッシング・ザ・ブリッジ サウンド・オブ・イスタンブール』のサウンドトラックにも登場し、マドンナの「Music」のアレンジが賞賛された。
2005年10月22日、過去のユーロビジョン参加曲全てのなかから人気曲を選ぶ企画「Congratulations」に登場し、"Everyway That I Can" の最後のヴァースおよびコーラス部分を披露した。この曲は、投票の結果15曲中9位となった。この場で、エレネルは新たに英語でのアルバムを準備中であることを明らかにした。
2007年3月15日、ベスト・アルバム The Best of Sertab Erener を発表した。ここでは、ユーロビジョン優勝曲に加えて、スペイン語、英語、ギリシャ語の楽曲や、他のアーティストとの共演曲を披露した。
エレネルはルスラナ、ホセ・カレーラス、リッキー・マーティン、およびギリシャの歌手マンド (Mando) とデュエットしている。また、ミュージシャンのデズモンド・チャイルドやAnggun, ベルギーのバンドVoice Maleなどとも共に仕事をしている。

## ディスコグラフィー

### アルバム
- Sakin Ol! 落ち着いて！（1992年）
- Lâ'l 真紅の風（1994年）
- Sertab Gibi セルタブのように（1996年）
- Sertab Erener（1999年）
- Sertab（2000年）
- Turuncu オレンジ（2001年）
- Sertab（ボーナストラック付き別デザインでの再発、2003年）
- No Boundaries（2004年）
- Aşk Ölmez 愛は死なない（2005年）
- The Best of Sertab Erener（2007年）
- Sertab Goes to the Club（2007年）
- Painted on water（2008年）
- Rengarenk（2010年）
- Ey Şûh-i Sertab（2012年）
- Sade（2013年）

### シングル
- Zor Kadın 難しい女（1999年）
- Utanma 恥ずかしがらないで（2000年）
- Bu Yaz この夏（2000年）
- Yeni 新しい（2001年）
- Every Way That I Can （ユーロビジョン・ソング・コンテスト2003優勝曲）
- Here I Am（2003年）
- Leave（2004年）
- I Believe（2004年）
- Aşk Ölmez, Biz Ölürüz 愛は死なない、死ぬのは私たち（2005年）
- Satılık Kalpler Şehri ハート売る街（2005年）
- Kim Haklıysa 誰が正しいの（2005年）
- I Remember Now（2007年）
- Hayat Beklemez（2008年）
- Bu Böyle（2009年）
- Açık Adres（2009年）
- Koparılan Çiçekler（2010年）
- Rengarenk（2010年）
- Bir Damla Gözlerimde（2011年）
- İstanbul（2011年）
- İyileşiyorum（2013年）